# Grêmio Esportivo Glória
Grêmio Esportivo Glória is een Braziliaanse voetbalclub uit Vacaria in de staat Rio Grande do Sul. De club werd opgericht in 1956.

## Erelijst
Copa FGF
2021